# SS Rosedale (1877)
La SS Rosedale  fu un piroscafo da carico e trasporto passeggeri australiano, con scafo in ferro, e armamento velico a schooner su due alberi, utilizzato dal 1877 al 1911.

## Storia
La SS "Roseland", con scafo in ferro, fu costruita presso il cantiere navale Thompson W. B. & Co. Ltd. di Dundee, Scozia nel 1877 per la compagnia di navigazione australiana Gippsland Steam Navigation Company Limited di Melbourne. La nave era lunga 42,7 m, larga 6,4 m e pescava 2,6 m. Nel 1883 fu venduta alla società Nipper e See, e nel 1884 alla Nipper & J. di John See che la rinominò SS Rosedale. Nel 1892 fu trasferita alla compagnia North Coast Steam Navigation Company Ltd. di Sydney, nel Nuovo Galles del Sud, per svolgere compiti di navigazione costiera come nave da trasporto passeggeri e piroscafo per trasporto carichi mercantili. Fu immessa sulla rotta da Port Macquarie a Sydney, effettuando regolare servizio di andata e ritorno ogni quattro giorni. Il 14 marzo 1909 si incagliò sulla barriera frangiflutti di Urunga, nel Nuovo Galles del Sud. Nel gennaio 1911 la Rosedale si incagliò sulla spiaggia del fiume Bellinger per circa tre settimane prima di essere rimessa a galla dal rimorchiatore Kiola. 
Il 15 settembre 1911 la nave, al comando del capitano Paulsen, lasciò il molo Macksville sul fiume Nambucca per raggiungere Sydney, avendo a bordo 18 membri dell'equipaggio e 11 passeggeri. La Rosedale fu vista per l'ultima volta al largo di Crowdy Head mentre si faceva strada in un mare in burrasca, e da allora non fu più avvistata. La Rosedale non superò mai il faro di Capo Smokey e, secondo il guardiano del faro di quel giorno, la nave era fuori rotta di sei miglia, diretta verso il mare aperto. I capitani McDonald della SS Cape Finisterre, e Farrell della Burringbar, riportarono di aver avvistato sulla superficie del mare una vasta aerea di relitti, appartenenti probabilmente a una nave naufragata. Secondo una ipotesi successiva al naufragio la Rosedale aveva virato per dirigersi verso la baia di Trial finendo per urtare gli scogli a Fisch Rock ed affondando senza superstiti.  Il relitto è stato localizzato vicino a Port Macquarie nel 1995.

### Fonti
1. 1 2 3 4 5  Wrecksite.
2. 1 2 3 4 5 6 7  Oceans.
3. 1 2 3 4 5  Flottilla Australia.
4. 1 2 3  The Donald Mackay Clan.
5. ↑  Tourist Paradise.
6. 1 2 3  Loney 2001, p. 129.